# Brassolaelia
× Brassolaelia, (abreviado Bl) en el comercio, es un híbrido intergenérico entre los géneros de orquídeas Brassavola × Laelia. Fue publicado en Orchid Rev. 10: 85 (1902).